# سجل الحفريات
سجل الحفريات أو سجل المستحثات  (بالإنجليزية: Fossil Record)‏ هي دورية علمية تتم مراجعتها مرتين في السنة وتُغطّي علم الحفريات. تأسَّسَت المجلة في عام 1998 باسمِ «نشرات من المتحف الجيولوجي ببرلين للتاريخ الطبيعي» (بالألمانية: Mitteilungen aus dem Museum für Naturkunde Geowissenschaftliche Reihe) حيث كانت تُنشر في الأصل نيابةً عن متحف التاريخ الطبيعي بواسطة الناشر الألماني «Wiley-VCH»، لكن وبحلول الأول من كانون الثاني/يناير 2022 غيّرت المجلّة ناشرها إلى بنسوف ببليشرز، أما رئيسُ التحرير فهو فلوريان ويتسمان.

## الملخص والفهرسة
تم تلخيص المجلة وفهرستها في فهرس الاقتباس العلمي الموسع، ومعاينات BIOSIS، وسجل الحيوانات، وسكوبس. وفقًا لتقارير تقارير الاستشهاد بالمجلات الأكاديمية فإنّ عامل التأثير للمجلة لعام 2020 بلغَ 2.081.

## روابط خارجية
- الموقع الرسمي